# Герметизация
Герметиза́ция — обеспечение непроницаемости для газов и жидкостей поверхностей и мест соединения деталей.
Герметизация поверхностей обеспечивается за счёт покрытия материалами, непроницаемыми для газов и жидкостей. Места соединений герметизируются за счёт применения дополнительных деталей из упругого материала, или заполнения зазоров уплотняющим материалом.

## Герметизирующие материалы
Для герметизации применяются герметизирующие материалы, к которым относятся:
- рулонные и листовые материалы;
- минеральные строительные материалы проникающего действия;
- материалы жидкого нанесения на основе полимеров.

Кроме полимеров, герметизирующие материалы содержат различные наполнители и отвердители — вулканизующие. Герметизирующие материалы применяют в виде паст, замазок, мастики и самоклеящихся лент, иногда в виде раствора в органических растворителях, воска. Герметизирующий материал образуется в результате отвердения на собственно соединительном шве или в месте контакта герметизируемых поверхностей. 
Герметизирующие материалы должны быть прочными и эластичными, устойчивость к воздействию агрессивных сред и перепадам температуры. Герметизирующие материалы для защиты деталей и блоков электроприборов должны быть с электроизоляционными свойствами.

## Типы герметизации
Герметизация — важное условие работоспособности многих устройств, аппаратов и приборов, а также условие нормального и комфортного существования и функционирования в зданиях и помещениях. Некоторые производственные процессы, условия проведение многих научных и исследовательских работ требуют повышенной непроницаемости помещений. Герметизация определяет надёжность и долговечность приборов и устройств. Некоторые типы герметизации:
- герметизация резьбовых соединений;
- герметизация фланцевых соединений;
- герметизация стеклопакетов;
- герметизация стен зданий.

## Герметизация и ремонт межпанельных швов производственных и жилых зданий
Герметизация и ремонт межпанельных швов, производственных и жилых зданий, очень востребованная область ремонтных и строительных работ. Потери тепла из-за плохой герметизации стен не поддаются учёту, но в том что они огромные не приходится сомневаться. 
При этом, проекты и эксперименты скандинавских и германских учёных, строителей и экологов доказали возможность поддержания комфортной температуры в герметичном здании в зимний период вообще без отопления (см. Пассивный дом). 
Причины плохой герметизации стыков стен это ошибки проектирования и выполнения, старение герметизирующих материалов.